# Simon Msuva
Simon Happygod Msuva (Dar es Salaam, 2 ottobre 1993) è un calciatore tanzaniano, attaccante dell'Al-Najma e della nazionale tanzaniana.

## Caratteristiche tecniche
È un centravanti.

## Carriera

### Club
Ha giocato nella prima divisione tanzaniana ed in quella marocchina.

### Nazionale
Ha esordito con la nazionale tanzaniana il 15 agosto 2012 disputando l'amichevole pareggiata 3-3 contro il Botswana.
È stato convocato per disputare la Coppa d'Africa 2019.

## Statistiche

### Cronologia presenze e reti in nazionale
| Cronologia completa delle presenze e delle reti in nazionale ― Tanzania | Cronologia completa delle presenze e delle reti in nazionale ― Tanzania | Cronologia completa delle presenze e delle reti in nazionale ― Tanzania | Cronologia completa delle presenze e delle reti in nazionale ― Tanzania | Cronologia completa delle presenze e delle reti in nazionale ― Tanzania | Cronologia completa delle presenze e delle reti in nazionale ― Tanzania | Cronologia completa delle presenze e delle reti in nazionale ― Tanzania | Cronologia completa delle presenze e delle reti in nazionale ― Tanzania |
| Data                                                                    | Città                                                                   | In casa                                                                 | Risultato                                                               | Ospiti                                                                  | Competizione                                                            | Reti                                                                    | Note                                                                    |
| ----------------------------------------------------------------------- | ----------------------------------------------------------------------- | ----------------------------------------------------------------------- | ----------------------------------------------------------------------- | ----------------------------------------------------------------------- | ----------------------------------------------------------------------- | ----------------------------------------------------------------------- | ----------------------------------------------------------------------- |
| 30-5-2014                                                               | Harare                                                                  | Zimbabwe                                                                | 2 – 2                                                                   | Tanzania                                                                | Qual. Coppa d'Africa 2015                                               | -                                                                       | 77’                                                                     |
| 18-7-2014                                                               | Dar es Salaam                                                           | Tanzania                                                                | 2 – 2                                                                   | Mozambico                                                               | Qual. Coppa d'Africa 2015                                               | -                                                                       | 83’                                                                     |
| 3-8-2014                                                                | Maputo                                                                  | Mozambico                                                               | 2 – 1                                                                   | Tanzania                                                                | Qual. Coppa d'Africa 2015                                               | -                                                                       | 65’                                                                     |
| 7-9-2014                                                                | Bujumbura                                                               | Burundi                                                                 | 2 – 0                                                                   | Tanzania                                                                | Amichevole                                                              | -                                                                       | 45’                                                                     |
| 14-6-2015                                                               | Alessandria d'Egitto                                                    | Egitto                                                                  | 3 – 0                                                                   | Tanzania                                                                | Qual. Coppa d'Africa 2017                                               | -                                                                       | 87’                                                                     |
| 5-9-2015                                                                | Dar es Salaam                                                           | Tanzania                                                                | 0 – 0                                                                   | Nigeria                                                                 | Qual. Coppa d'Africa 2017                                               | -                                                                       | 82’                                                                     |
| 7-10-2015                                                               | Dar es Salaam                                                           | Tanzania                                                                | 2 – 0                                                                   | Malawi                                                                  | Qual. Mondiali 2018                                                     | -                                                                       | 83’                                                                     |
| 3-9-2016                                                                | Uyo                                                                     | Nigeria                                                                 | 1 – 0                                                                   | Tanzania                                                                | Qual. Coppa d'Africa 2017                                               | -                                                                       |                                                                         |
| 10-6-2017                                                               | Dar es Salaam                                                           | Tanzania                                                                | 1 – 1                                                                   | Lesotho                                                                 | Qual. Coppa d'Africa 2019                                               | -                                                                       | 72’                                                                     |
| 7-10-2017                                                               | Dar es Salaam                                                           | Tanzania                                                                | 1 – 1                                                                   | Malawi                                                                  | Amichevole                                                              | 1                                                                       | 84’                                                                     |
| 22-3-2018                                                               | Algeri                                                                  | Algeria                                                                 | 4 – 1                                                                   | Tanzania                                                                | Amichevole                                                              | 1                                                                       | 89’                                                                     |
| 27-3-2018                                                               | Dar es Salaam                                                           | Tanzania                                                                | 2 – 0                                                                   | RD del Congo                                                            | Amichevole                                                              | -                                                                       | 90’                                                                     |
| 8-9-2018                                                                | Kampala                                                                 | Uganda                                                                  | 0 – 0                                                                   | Tanzania                                                                | Qual. Coppa d'Africa 2019                                               | -                                                                       |                                                                         |
| 12-10-2018                                                              | Praia                                                                   | Capo Verde                                                              | 3 – 0                                                                   | Tanzania                                                                | Qual. Coppa d'Africa 2019                                               | -                                                                       |                                                                         |
| 16-10-2018                                                              | Dar es Salaam                                                           | Tanzania                                                                | 2 – 0                                                                   | Capo Verde                                                              | Qual. Coppa d'Africa 2019                                               | 1                                                                       |                                                                         |
| 18-11-2018                                                              | Maseru                                                                  | Lesotho                                                                 | 1 – 0                                                                   | Tanzania                                                                | Qual. Coppa d'Africa 2019                                               | -                                                                       |                                                                         |
| 24-3-2019                                                               | Dar es Salaam                                                           | Tanzania                                                                | 3 – 0                                                                   | Uganda                                                                  | Qual. Coppa d'Africa 2019                                               | 1                                                                       | 90’                                                                     |
| 13-6-2019                                                               | Alessandria d'Egitto                                                    | Egitto                                                                  | 1 – 0                                                                   | Tanzania                                                                | Amichevole                                                              | -                                                                       |                                                                         |
| 23-6-2019                                                               | Il Cairo                                                                | Senegal                                                                 | 2 – 0                                                                   | Tanzania                                                                | Coppa d'Africa 2019 - Fase a gironi                                     | -                                                                       | 63’ 66’                                                                 |
| 27-6-2019                                                               | Il Cairo                                                                | Kenya                                                                   | 3 – 2                                                                   | Tanzania                                                                | Coppa d'Africa 2019 - Fase a gironi                                     | 1                                                                       |                                                                         |
| 1-7-2019                                                                | Eliopoli                                                                | Tanzania                                                                | 0 – 3                                                                   | Algeria                                                                 | Coppa d'Africa 2019 - Fase a gironi                                     | -                                                                       |                                                                         |
| 4-9-2019                                                                | Bujumbura                                                               | Burundi                                                                 | 1 – 1                                                                   | Tanzania                                                                | Qual. Mondiali 2022                                                     | 1                                                                       |                                                                         |
| 8-9-2019                                                                | Dar es Salaam                                                           | Tanzania                                                                | 1 – 1 (4 - 1 dtr)                                                       | Burundi                                                                 | Qual. Mondiali 2022                                                     | -                                                                       |                                                                         |
| 14-10-2019                                                              | Kigali                                                                  | Ruanda                                                                  | 0 – 0                                                                   | Tanzania                                                                | Amichevole                                                              | -                                                                       | 54’                                                                     |
| 15-11-2019                                                              | Dar es Salaam                                                           | Tanzania                                                                | 2 – 1                                                                   | Guinea Equatoriale                                                      | Qual. Coppa d'Africa 2021                                               | 1                                                                       |                                                                         |
| 19-11-2019                                                              | Monastir                                                                | Libia                                                                   | 2 – 1                                                                   | Tanzania                                                                | Qual. Coppa d'Africa 2021                                               | -                                                                       |                                                                         |
| 11-10-2020                                                              | Dar es Salaam                                                           | Tanzania                                                                | 0 – 1                                                                   | Burundi                                                                 | Amichevole                                                              | -                                                                       |                                                                         |
| 13-11-2020                                                              | Tunisi                                                                  | Tunisia                                                                 | 1 – 0                                                                   | Tanzania                                                                | Qual. Coppa d'Africa 2021                                               | -                                                                       | 66’ 85’                                                                 |
| 17-11-2020                                                              | Dar es Salaam                                                           | Tanzania                                                                | 1 – 1                                                                   | Tunisia                                                                 | Qual. Coppa d'Africa 2021                                               | -                                                                       | 81’                                                                     |
| 25-3-2021                                                               | Malabo                                                                  | Guinea Equatoriale                                                      | 1 – 0                                                                   | Tanzania                                                                | Qual. Coppa d'Africa 2021                                               | -                                                                       | 90’                                                                     |
| 28-3-2021                                                               | Dar es Salaam                                                           | Tanzania                                                                | 1 – 0                                                                   | Libia                                                                   | Qual. Coppa d'Africa 2021                                               | 1                                                                       | 56’                                                                     |
| 2-9-2021                                                                | Kinshasa                                                                | RD del Congo                                                            | 1 – 1                                                                   | Tanzania                                                                | Qual. Mondiali 2022                                                     | 1                                                                       | 90’                                                                     |
| 7-9-2021                                                                | Dar es Salaam                                                           | Tanzania                                                                | 3 – 2                                                                   | Madagascar                                                              | Qual. Mondiali 2022                                                     | -                                                                       |                                                                         |
| 7-10-2021                                                               | Dar es Salaam                                                           | Tanzania                                                                | 0 – 1                                                                   | Benin                                                                   | Qual. Mondiali 2022                                                     | -                                                                       | 87’                                                                     |
| 10-10-2021                                                              | Cotonou                                                                 | Benin                                                                   | 0 – 1                                                                   | Tanzania                                                                | Qual. Mondiali 2022                                                     | 1                                                                       | 61’                                                                     |
| 11-11-2021                                                              | Dar es Salaam                                                           | Tanzania                                                                | 0 – 3                                                                   | RD del Congo                                                            | Qual. Mondiali 2022                                                     | -                                                                       |                                                                         |
| 14-11-2021                                                              | Antananarivo                                                            | Madagascar                                                              | 1 – 1                                                                   | Tanzania                                                                | Qual. Mondiali 2022                                                     | 1                                                                       | 45’                                                                     |
| 23-3-2022                                                               | Dar es Salaam                                                           | Tanzania                                                                | 3 – 1                                                                   | Rep. Centrafricana                                                      | Amichevole                                                              | -                                                                       | 45’                                                                     |
| 29-3-2022                                                               | Dar es Salaam                                                           | Tanzania                                                                | 1 – 1                                                                   | Sudan                                                                   | Amichevole                                                              | 1                                                                       |                                                                         |
| 4-6-2022                                                                | Cotonou                                                                 | Niger                                                                   | 1 – 1                                                                   | Tanzania                                                                | Qual. Coppa d'Africa 2023                                               | -                                                                       |                                                                         |
| 8-6-2022                                                                | Dar es Salaam                                                           | Tanzania                                                                | 0 – 2                                                                   | Algeria                                                                 | Qual. Coppa d'Africa 2023                                               | -                                                                       | 63’                                                                     |
| 24-9-2022                                                               | Benina                                                                  | Tanzania                                                                | 1 – 0                                                                   | Uganda                                                                  | Amichevole                                                              | 1                                                                       |                                                                         |
| 27-9-2022                                                               | Benina                                                                  | Libia                                                                   | 2 – 1                                                                   | Tanzania                                                                | Amichevole                                                              | -                                                                       | Cap. 90’                                                                |
| 24-3-2023                                                               | Ismailia                                                                | Uganda                                                                  | 0 – 1                                                                   | Tanzania                                                                | Qual. Coppa d'Africa 2023                                               | 1                                                                       | 86’                                                                     |
| 28-3-2023                                                               | Dar es Salaam                                                           | Tanzania                                                                | 0 – 1                                                                   | Uganda                                                                  | Qual. Coppa d'Africa 2023                                               | -                                                                       |                                                                         |
| 18-6-2023                                                               | Dar es Salaam                                                           | Tanzania                                                                | 1 – 0                                                                   | Niger                                                                   | Qual. Coppa d'Africa 2023                                               | 1                                                                       | 87’                                                                     |
| 7-9-2023                                                                | Annaba                                                                  | Algeria                                                                 | 0 – 0                                                                   | Tanzania                                                                | Qual. Coppa d'Africa 2023                                               | -                                                                       | 90+4’                                                                   |
| 17-1-2024                                                               | San-Pédro                                                               | Marocco                                                                 | 3 – 0                                                                   | Tanzania                                                                | Coppa d'Africa 2023 - 1º turno                                          | -                                                                       | 38’                                                                     |
| 21-1-2024                                                               | San-Pédro                                                               | Zambia                                                                  | 1 – 1                                                                   | Tanzania                                                                | Coppa d'Africa 2023 - 1º turno                                          | 1                                                                       |                                                                         |
| 24-1-2024                                                               | Korhogo                                                                 | Tanzania                                                                | 0 – 0                                                                   | RD del Congo                                                            | Coppa d'Africa 2023 - 1º turno                                          | -                                                                       | 86’                                                                     |
| Totale                                                                  |                                                                         | Presenze                                                                | 50                                                                      |                                                                         | Reti                                                                    | 16                                                                      |                                                                         |

## Palmarès

### Club

#### Competizioni nazionali
- Campionato tanzaniano: 3

Young Africans: 2012-2013, 2014-2015, 2015-2016
- Tanzania FA Cup: 1

Young Africans: 2015-2016

#### Competizioni internazionali
- Coppa Kagame Inter-Club: 1

Young Africans: 2012